# Lista över offentlig konst i Stockholms södra förorter
Det här är en ofullständig lista över offentlig konst i Stockholms södra förorter. Listan omfattar utomhusplacerade skulpturer och annan offentlig konst i stadsdelsområdena Enskede-Årsta-Vantörs stadsdelsområde, Farsta stadsdelsområde och Skarpnäcks stadsdelsområde i Stockholms kommun.

## Enskedefältet, Enskede gård, Gamla Enskede (med Dalen) och Stureby
| Titel                                        | Konstnär(er)                        | Årtal | Beskrivning          | Typ - material                 | Plats Koordinater                                                                               | Bild                                   |
| -------------------------------------------- | ----------------------------------- | ----- | -------------------- | ------------------------------ | ----------------------------------------------------------------------------------------------- | -------------------------------------- |
| Häst som rullat runt och som reser sig       | Asmund Arle                         | 1991  |                      | Brons                          | Ektorget, Dalens allé, Dalen 59.2868, 18.09647                                                  | Häst som rullat runt och som reser sig |
| Jättemöbler                                  | Hans Bartos                         | 1975  |                      | trä                            | perrongen, tunnelbanestation Skogskyrkogården 59.2783, 18.09531                                 | Jättemöbler                            |
| Markreliefer                                 | Hans Bartos                         | 1982  |                      | betong och trä                 | Dalgränd 46, Dalens östra torg mellan Hagtornsgården och Lönngården koordinater saknas          |                                        |
| Samverkan                                    | Bertil Berggren                     | 1981  |                      | brons                          | Gamla Enskede, Triangelparken 59.28487, 18.08741                                                | Samverkan                              |
| Kvinna på stam                               | Ole Barslund                        | 1995  |                      | sågad ursprunglig alléträdstam | Sockenvägens allé, Gamla Enskede koordinater saknas                                             |                                        |
| Dårarnas båt                                 | Sture Collin                        | 1990  |                      | brons                          | perrongen, Tunnelbanestation Sockenplan koordinater saknas                                      | Dårarnas båt                           |
| Orgelfjäril (Organo papilio)                 | Björn Erling Evensen Sven-Erik Bäck | 1975  |                      |                                | Bersågränd 68, Dalens södra torg mellan Grangården och Poppelgården koordinater saknas          |                                        |
| Minnen                                       | Ann-Charlott Fornhed                | 1997  |                      | mosaik                         | Tussmötevägen 146-48 i Stureby koordinater saknas                                               |                                        |
| Människoportar I respektive Människoportar I | Ann-Charlott Fornhed                | 1998  |                      | betong                         | Tussmötevägen 122 i Stureby koordinater saknas                                                  |                                        |
| Milstenar                                    | Eva Halaska                         | 1982  |                      | marmor                         | Dalens södra torg, Bersågränd 68 koordinater saknas                                             | Milstenar                              |
| Hållplatsutsmyckning                         | Nils Kölare                         | 2000  | Kakelmönster         | keramik                        | Väggarna till perrongen till Tvärbanans hållplats Linde 59.29343, 18.06423                      | Hållplatsutsmyckning                   |
| Stenfågel respektive Hund                    | Göran Lange                         |       |                      | sten                           | på ömse sidor om fontändamm i parken till Stureby sjukhus, Tussmötevägen 179 koordinater saknas |                                        |
| Uppståndelsemonumentet                       | John Lundqvist                      | 1940  |                      | brons                          | utanför Heliga Korsets kapell på Skogskyrkogården 59.27578, 18.1007                             | Uppståndelsemonumentet                 |
| Jupiter                                      | Aline Magnusson                     | 1991  |                      | brons                          | vid Lindevägen 66 i Enskede gård koordinater saknas                                             |                                        |
| Svenska husdjur                              | Aline Magnusson                     |       |                      | brons                          | vid Lindevägen 96 i Enskede gård koordinater saknas                                             | Svenska husdjur                        |
| Häst                                         | Aline Magnusson                     |       |                      | brons                          | vid Planterarvägen 41 i Enskede gård koordinater saknas                                         |                                        |
| okänd (Får och lamm)                         | Aline Magnusson                     |       |                      | brons                          | vid Lindevägen i Enskede gård koordinater saknas                                                | okänd (Får och lamm)                   |
| Varginnan, Shejken och Sten Sture            | Hans Peterson                       | 2009  |                      | brons, röd granit              | Sågverksgatan 34 i Stureby koordinater saknas                                                   |                                        |
| Skärmarna                                    | Stefan Thorén                       |       |                      | betong                         | skolgården till Enskede gårds gymnasium koordinater saknas                                      |                                        |
| Venus från Rätansbyn                         | Curt Thorsjö                        | 1982  | Venus från Rätansbyn | brons                          | Dalgränd 22, Dalens norra torg mellan Körsbärsgården och Kastanjegården koordinater saknas      | Venus från Rätansbyn                   |
| Flickan i fönstret                           | Lars Tärning Tor Svae               | 1995  |                      | målning                        | fasaden till Sockenvägen 368 på Enskedefältet 59.28383, 18.07019                                | Flickan i fönstret                     |
| Yngling i shorts                             | Annie Wiberg                        | 1977  |                      | brons                          | vid Handelsvägen 122 59.27996, 18.07491                                                         |                                        |
| Okänd titel                                  | Kersti Biuw                         | 2000  |                      | Skulptur                       | koordinater saknas                                                                              |                                        |

## Sköndal, Svedmyra och Tallkrogen
| Titel               | Konstnär(er)                | Årtal | Beskrivning | Typ - material | Plats Koordinater                                                    | Bild                |
| ------------------- | --------------------------- | ----- | ----------- | -------------- | -------------------------------------------------------------------- | ------------------- |
| 7 år                | Sten Ericson                | 1971  |             | brons          | Sköndalsvägen 124-126 59.25201, 18.11846                             | 7 år                |
| Columbi hemfärd     | Eric Grate                  | 1949  |             | brons          | Tallkrogens skola, Torögatan 59-65 koordinater saknas                |                     |
| Häst                | Domenico Inganni            | 2005  |             |                | Bengt Bagares gränd 2 i Sköndal 59.25481, 18.11504                   | Häst                |
| Hund                | Domenico Inganni            | 2005  |             | brons          | Bengt Bagares gränd 2A i Sköndal 59.25481, 18.11504                  | Hund                |
| Katt                | Domenico Inganni            | 2005  |             | brons          | Bengt Bagares gränd 2B i Sköndal 59.25509, 18.11515                  | Katt                |
| Skepp               | Kerstin Kjellberg-Jacobsson | 1957  |             | betong         | lekplats vid Bagarfruvägen, Sköndal 59.25669, 18.11093               | Skepp               |
| Löv på glas         | Klara Kristalova            | 2008  |             |                | Jönåkersvägen 2 C i Svedmyra koordinater saknas                      |                     |
| Skulptur            | Torgny Larsson              | 1991  |             | glas med mera  | Perrongen på Tunnelbanestation Svedmyra 59.27772, 18.06736           | Skulptur            |
| Skulptur            | Torgny Larsson              | 1991  |             | kopparplåt     | Perrongen på Tunnelbanestation Svedmyra 59.27724, 18.06655           | Skulptur            |
| Vårt behov av tröst | Sven Lundqvist              | 1976  |             | Marmor         | Tallkrogsplan 59.27155, 18.08415                                     | Vårt behov av tröst |
| Ryttarstaty         | Sven Lundqvist              | 1970  |             | sten           | Sandåkraskolan, Pepparkaksgränd 2-4 i Sköndal 59.26046, 18.11579     | Ryttarstaty         |
| Maria och barnet    | Kajsa Mattas                |       |             |                | utanför Stora Sköndals kyrka, Hjalmar Danells väg 59.25137, 18.12326 | Maria och barnet    |
| Mor och barn        | Nils Möllerberg             | 1971  |             | Brons          | Sköndalsvägen 124-126 59.25217, 18.11838                             | Mor och barn        |
| Runa                | Astrid Noack                | 1971  |             | Brons          | Sköndalsvägen 124-126 59.25219, 18.11858                             | Runa                |
| Thorkild            | Astrid Noack                | 1971  |             | Brons          | Sköndalsvägen 124-126 59.25214, 18.11857                             | Thorkild            |
| Fossil              | Nils G. Stenqvist           | 1998  |             |                | Nils Lövgrens väg, Stora Sköndal 59.25226, 18.11894                  | Fossil              |
| Triangelflicka      | Stefan Thorén               | 1971  |             | Brons          | parken vid Sköndalsvägen 124-126 59.25208, 18.11848                  | Triangelflicka      |
| Noaks ark           | Allan Wallberg              | 1953  |             |                | fasad på Sköndalsskolan, Perstorpsvägen 75 59.25604, 18.10728        | Noaks ark           |
| Tegelornament       | Okänd                       | 1953  |             |                | fasad på Sköndalsskolan, Perstorpsvägen 75 59.25634, 18.10728        |                     |
| Vikingaskepp        | Kerstin Kjellberg-Jacobsson | 1957  |             | Betong         | Sköndal, lekplats Kubbev. 10/Bagarfruvägen 59.25668, 18.11091        | Vikingaskepp        |

## Farsta, Gubbängen, Hökarängen, Fagersjö, Farstanäset, Farsta strand och Larsboda
| Titel                             | Konstnär(er)                | Årtal        | Beskrivning                                                                                                   | Typ - material              | Plats Koordinater                                                                                       | Bild                  |
| --------------------------------- | --------------------------- | ------------ | --- | --------------------------- | --- | --------------------- |
| En öppen hand                     | Kerstin Ahlgren             | 1998         | | terrazzo                    | Farsta, Sunneplan 14 59.24107, 18.10005                                                                 | En öppen hand         |
| Väktare                           | Ragnhild Alexandersson      | 1994         | | brons                       | vardera kortsidan av perrongen till tunnelbanestation Gubbängen koordinater saknas                      | Väktare               |
| Tre människor, tre hästar         | Asmund Arle                 | 1975         | | brons                       | TeliaSonera, Mårbackagatan 11 koordinater saknas                                                        |                       |
| Ha en bra dag                     | Mette Björnberg             | 2010         | | betong, aluminium           | Molkomsbacken 20 59.24521, 18.08753                                                                     | Ha en bra dag         |
| Välkommen hem                     | Mette Björnberg             | 2010         | | betong, aluminium           | Molkomsbacken 47 59.24423, 18.08753                                                                     | Välkommen hem         |
| Postiljonen                       | Stig Blomberg               | 1961         | | brons                       | Farsta centrum, innanför en av entréerna 59.24225, 18.09139                                             | Postiljonen           |
| Björnbänk                         | Lissy Boesen                |              | |                             | Brattforsgatan, vid tunnelbanestation Farsta Strand 59.23696, 18.10096                                  | Björnbänk             |
| Kråkprat                          | Torolf Engström             | 1958         | | relief i brons              | fasad till Skönstaholmsskolan, Lördagsvägen 20 i Hökarängen koordinater saknas                          |                       |
| Cellisten                         | Liss Eriksson               | 1965         | | brons                       | TeliaSoneras kontorsområde, Färnebogatan 87, Farsta koordinater saknas                                  |                       |
| Lokatt                            | Georg Ganmar                | 1978         | | röd granit                  | Gubbängstorgets östra sida 59.26248, 18.08393                                                           | Lokatt                |
| Fontänskulptur                    | Erik Glemme Sture Andersson | 1954         | |                             | David Helldéns torg (Hökarängsplan), vid Pepparvägen i Hökarängen koordinater saknas                    |                       |
| Smärtans kristall                 | Willy Gordon                | 2001         | staty över Selma Lagerlöf                                                                                     | brons                       | Molkomsbacken 2/Forshagagatan 7 i Farsta 59.24614, 18.08841                                             | Smärtans kristall     |
| Bästa svängen i Hökarängen        | Roland Haeberlein           | 2008         | Georg Haupt kör ut världens hjärta med sitt tvåspann samt Hjärtats sång: kulturen går före - sen kommer maten | brons och aluminium         | bakom Hauptvägen 105 i Hökarängen koordinater saknas                                                    |                       |
| Alf alek                          | Ivan Jacobsson              | 1969         | |                             | Magelungsskolan, Ullerudsbacken 39 i Farsta strand koordinater saknas                                   |                       |
| Stort och litet klot              | Åke Jönsson                 | 1970         | | Brons                       | Farsta, vid Kristinehamnsgatan 81 koordinater saknas                                                    |                       |
| Skulptur på plattform             | Hanns Karlewski             | 1995         | |                             | perrongen på tunnelbanestation Hökarängen 59.25704, 18.08303                                            | Skulptur på plattform |
| The Light Knot                    | Jeanette Karsten            | 2008         | |                             | Brattforsgatan 17 59.2373, 18.10128                                                                     | The Light Knot        |
| The Light Knot                    | Jeanette Karsten            | 2008         | |                             | Brattforsgatan 10 59.23725, 18.10068                                                                    | The Light Knot        |
| Katter                            | Hermine Keller              |              | | brons                       | Budbärarvägen 1 och 2 i Hökarängen koordinater saknas                                                   |                       |
| Visenter                          | Arvid Knöppel               | 1958         | |                             | Hökarängsskolan, Fagersjövägen 18 koordinater saknas                                                    |                       |
| Familjen                          | Allan Runefelt              |              | | relief i brons              | på fasaden till Gubbängens bibliotek, Lingvägen 102, Gubbängstorget 59.26237, 18.08322                  | Familjen              |
| Kepler                            | Sivert Lindblom             |              | |                             | trädgården till Farsta sjukhem, Ekebergabacken 4 koordinater saknas                                     |                       |
| Väkterska                         | Peter Linde                 | 1996         | | brons                       | Forshagagatan 66-68 koordinater saknas                                                                  |                       |
| gårdsgestalning                   | Lisbeth Lindholm            |              | |                             | Farstavägen 127-187 koordinater saknas                                                                  |                       |
| Källan                            | Renée Lord                  | 1997         | | grå granit, röd bohusgranit | gården till Söndagsvägen 9 i Hökarängen koordinater saknas                                              |                       |
| Katten Tommy                      | Aline Magnusson             | 1994         | | brons                       | Glavagatan 21, Farsta strand 59.23534, 18.1008                                                          | Katten Tommy          |
| Katten Nina                       | Aline Magnusson             | 1992         | | brons                       | Glavagatan 17, Farsta strand 59.23518, 18.09971                                                         | Katten Nina           |
| Bästisar                          | Aline Magnusson             | 1996         | | brons                       | Stieg Trenters torg, Glavagatan 19, Farsta strand 59.23527, 18.10106                                    | Bästisar              |
| Familj                            | William Marklund            | 1948         | | sten                        | Russinvägen 22 i Hökarängen koordinater saknas                                                          |                       |
| Utsnitt                           | Björn Modin                 |              | | vätögranit                  | parken bakom Ytterö sjukhem, Nykroppagatan 35-51 i Farsta strand koordinater saknas                     |                       |
| Naomi och Efata                   | Torsten Molander            | 2006         | | brons                       | Kvickentorpsskolan, Kvickensvägen 9 i Farsta koordinater saknas                                         |                       |
| Domarring                         | Egon Möller-Nielsen         | 1968         | | Brons                       | Parkleken Farstaängen/Färnebogatan 71 koordinater saknas                                                |                       |
| Ägget                             | Egon Möller-Nielsen         | 1950         | | Konstbetong                 | Hökarängen, Fagersjövägen - Sjöskumsvägen 28 koordinater saknas                                         | Ägget                 |
| En tanke tar form                 | Gustav Nordahl              | 1959         | | relief i sten               | Hästhagens skola, ovanför portalen mot Torsbygatan, Torsbygatan 31-37, Farsta koordinater saknas        |                       |
| Lena och Krister                  | Olof Thorwald Ohlsson       | 1951         | | brons                       | Majrovägen 12-18 koordinater saknas                                                                     |                       |
| Solitär                           | Björn Selder                | 1974         | | emaljmålning                | Edö servicehus, Nordmarksvägen 84 i Farsta strand koordinater saknas                                    |                       |
| Kometen passerande Gryts skärgård | Björn Selder                | 1974         | | emaljmålning                | Edö servicehus, Nordmarksvägen 84 i Farsta strand koordinater saknas                                    |                       |
| Betande gäss                      | Maud Spangenberg            | 1994         | | brons                       | Ytterö sjukhem, Nykroppagatan 35-51 i Farsta strand koordinater saknas                                  |                       |
| Kvinna med kruka                  | Göran Strååt                | 1948         | | relief                      | husfasaden, Söndagsvägen 9 koordinater saknas                                                           |                       |
| Livskraft - tegelkraft            | Ulla Viotti                 |              | | tegel                       | staketet runt parkeringsplatsen, Ytterö sjukhem, Nykroppagatan 35-51 i Farsta strand koordinater saknas |                       |
| Cirkusbiten (1965)                | Lars Wellton                | rest 1999    | |                             | Hästhagens skola, Torsbygatan 31-37, Farsta koordinater saknas                                          |                       |
| Fyra fontäner                     | Per-Erik Willö              | 1960         | | sten                        | Farsta torg 59.24283, 18.09229                                                                          | Fyra fontäner         |
| Gosse och häst                    | David Wretling              | 1975         | | brons                       | Edö servicehus, Nordmarksvägen 84 koordinater saknas                                                    |                       |
| Merkurius                         | Okänd                       | omkring 1998 | |                             | Hökarängsskolan, Fagersjövägen 18 koordinater saknas                                                    |                       |
| Sjöjungfru                        | Mats Åberg                  | 2010         | | brons                       | gården, Brattforsgatan 5 59.23822, 18.10152                                                             | Sjöjungfru            |
| Okänd titel                       | Gunvor Larsson              | 1999         | | Skulptur                    | koordinater saknas                                                                                      |                       |
| Thot                              | Marco Cueva                 | 1999         | | Skulptur                    | koordinater saknas                                                                                      |                       |
| Okänd titel                       | Anders Boqvist              | 2000         | | Fotografi                   | koordinater saknas                                                                                      |                       |
| Okänd titel                       | Pasi Välimaa                | 2000         | | Textil                      | koordinater saknas                                                                                      |                       |
| In waiting!                       | Charlotte Gyllenhammar      | 2013         | Liten flicka klädd i klänning                                                                                 | Brons                       | utanför Centrumkyrkan i Farsta 59.24384, 18.09211                                                       | In waiting!           |

## Hammarby sjöstad
Se artikel: Lista över offentlig konst på Södermalm i Stockholm

## Johanneshov
| Titel                             | Konstnär(er)           | Årtal | Beskrivning | Typ - material | Plats Koordinater                                                                | Bild                              |
| --------------------------------- | ---------------------- | ----- | ----------- | -------------- | -------------------------------------------------------------------------------- | --------------------------------- |
| Gytte                             | Gunnel Frieberg        | 1949  |             |                | gården, Grafikvägen 11 59.29736, 18.07871                                        | Gytte                             |
| Lekande ringar                    | Leo Janis-Brieditis    | 1968  |             | Rostfritt stål | Johanneshov, Globentorget vid Söderstadion entré 11 59.29461, 18.0833            | Lekande ringar                    |
| Reaktion 68                       | Lennart Jonasson       | 1973  |             | brons, granit  | Gullmarsplan, torget 59.29844, 18.07942                                          | Reaktion 68                       |
| skulptur                          | Carl Magnus            | 1990  |             | brons          | perrong, Skärmarbrinks tunnelbanestation koordinater saknas                      | skulptur                          |
| Lejonvakt I och Lejonvakt II      | Britta Norrvi          | 2005  |             |                | Pastellvägen 3 och Pastellvägen 5 koordinater saknas                             |                                   |
| Paleontologiska variationer       | Björn Selder           | 1989  |             | diabas         | Arenatorget, ovanför Arenatrappan, södra delen av Globen City 59.29243, 18.08309 | Paleontologiska variationer       |
| Zenit                             | Leif Tjerned           |       |             | stål           | perrong, Gullmarsplans tunnelbanestation, Tvärbanan 59.2997, 18.08017            | Zenit                             |
| Haaaboooommm, eller Apelsinmannen | Leif Tjerned           | 1995  |             | stål           | perrong, Gullmarsplans tunnelbanestation 59.2995, 18.08026                       | Haaaboooommm, eller Apelsinmannen |
| Isfantasi                         | Joanna Troikowicz      | 1989  |             | glas           | Palmfeltsvägen och Globens T-baneperrong 59.29423, 18.07816                      | Isfantasi                         |
| Det var en gång                   | Gunnar Nilsson         | 1981  |             | Brons          | Skärmarbrink, vid Pelargatan 19 59.29513, 18.0899                                | Det var en gång                   |
| Grått i grått                     | Maria Ängquist-Klyvare | 1998  |             | Skulptur       | Grynkvarnsparken koordinater saknas                                              | Grått i grått                     |
| djurhuvud från Centralsaluhallen  | Okänd                  |       |             | Skulptur       | Fållan, Slakthusområdet 59.29202, 18.07657                                       | djurhuvud från Centralsaluhallen  |
| djurhuvud från Centralsaluhallen  | Okänd                  |       |             | Skulptur       | Fållan, Slakthusområdet 59.29197, 18.07662                                       | djurhuvud från Centralsaluhallen  |
| djurhuvud från Centralsaluhallen  | Okänd                  |       |             | Skulptur       | Hallvägen 15, Slakthusområdet 59.2909, 18.07865                                  | djurhuvud från Centralsaluhallen  |
| djurhuvud från Centralsaluhallen  | Okänd                  |       |             | Skulptur       | Rökerigatan 19, Slakthusområdet 59.29159, 18.08131                               | djurhuvud från Centralsaluhallen  |

## Årsta, Örby slott och Östberga
| Titel                               | Konstnär(er)                 | Årtal        | Beskrivning                   | Typ - material             | Plats Koordinater                                                               | Bild                                |
| ----------------------------------- | ---------------------------- | ------------ | ----------------------------- | -------------------------- | ------------------------------------------------------------------------------- | ----------------------------------- |
| Aurora med uppvaktning              | Ebba Ahlmark-Hughes          | 1992         |                               | brons                      | Årsta sjukhem, Årstavägen 112 59.30048, 18.04147                                | Aurora med uppvaktning              |
| Vågen                               | Bengt Amundin                | 1982         |                               | Fontänskulptur - Brons     | Skälderviksplan i Årsta 59.299, 18.03472                                        | Vågen                               |
| Snigeln                             | Sture Andersson              |              |                               | lekskulptur - betong       | Snigeltorget, Ottsjövägen 59.29953, 18.04225                                    | Snigeln                             |
| S. Iljan och hans kamrater          | Olle Brand                   | 1995         |                               | brons, vätögranit          | Årstavägen 65 59.29706, 18.04966                                                | S. Iljan och hans kamrater          |
| Häréré Även känd som: Häräre        | Elis Eriksson                | 1967         |                               | granit                     | fasaden till Enskedehallen, Simlångsvägen 20 i Årsta 59.3, 18.07844             | Häréré                              |
| Kristna symboler                    | Folke Heybroek               | omkring 1959 |                               | järnsmide                  | västra entrén till Församlingshuset, Götalandsvägen 191 59.28262, 18.02449      | Kristna symboler                    |
| Sittande björn                      | Mikko Hovi                   | 1956         |                               | konststen                  | Svärdlångsvägen 17 i Årsta 59.30179, 18.038                                     | Sittande björn                      |
| Vallafontänen                       | Bertil Johnson               | 1965         |                               | fontän - granit            | Valla torg i Årsta 59.29356, 18.04984                                           | Vallafontänen                       |
| Flicka på delfin                    | Ivar Johnsson                |              |                               | sten                       | Siljansvägen 15 i Årsta 59.29655, 18.04808                                      | Flicka på delfin                    |
| Åkare Lundgrens begravning          | Bitte Jonason Åkerlund       | 1993         | minnesmärke över Ruben Nilson | brons, trä och granit      | Örby slottspark, Gripsholmsvägen 59.28133, 18.02488                             | Åkare Lundgrens begravning          |
| Nalle                               | Anders Jönsson               | 1940         |                               | konststen                  | Årstaskolans gård, Hjälmarsvägen 16 59.29951, 18.05434                          |                                     |
| Lekande björnar                     | Anders Jönsson               | 1945         |                               | konststen                  | Sköntorpsvägen 80 i Årsta 59.3, 18.05694                                        | Lekande björnar                     |
| Elefanten                           | Anders Jönsson               | 1947         |                               | konststen                  | Årstavägen 96 59.29964, 18.0445                                                 | Elefanten                           |
| Årsta Zoo                           | Thomas Karlsson              | 2008         |                               | Betong                     | Årsta torg 59.2978, 18.0522                                                     | Fler bilder                         |
| Människobarn                        | Arvid Källström              |              |                               | stenblock, granit, skiffer | Årsta församlingshus, Bråviksvägen 47 59.2956, 18.0517                          | Människobarn                        |
| Hållplatsutsmyckning                | Nils Kölare                  | 2000         | Kakelmönster                  | keramik                    | Väggarna till perrongen till Tvärbanans hållplats Årstaberg 59.29922, 18.02959  | Hållplatsutsmyckning                |
| Hållplatsutsmyckning                | Nils Kölare                  | 2000         | Kakelmönster                  | keramik                    | Väggarna till perrongen till Tvärbanans hållplats Årstafältet 59.29627, 18.0397 | Hållplatsutsmyckning                |
| Hållplatsutsmyckning                | Nils Kölare                  | 2000         | Kakelmönster                  | keramik                    | Väggarna till perrongen till Tvärbanans hållplats Valla torg 59.29496, 18.04841 | Hållplatsutsmyckning                |
| Vårboll                             | Berit Lindfeldt              | 2008         |                               |                            | Sandfjärdsgatan 18-20 i Årsta 59.29486, 18.04475                                | Vårboll                             |
| Fladdermusen                        | Katarina Lönnby              | 2004         |                               | brons, billack             | Östbergaskolan, entré A4 59.28927, 18.03384                                     | Fladdermusen                        |
| Krokodilflickan                     | Katarina Lönnby              | 2004         |                               | brons, billack             | Östbergaskolan, entré C1 59.28976, 18.03429                                     | Krokodilflickan                     |
| Nyckelpigan                         | Katarina Lönnby              | 2004         |                               | brons, billack             | Östbergaskolan, entré C2 59.2894, 18.03358                                      | Nyckelpigan                         |
| Fiskansikte                         | Flávio Maciel                | 2013         |                               |                            | Årstavägen 21 59.29482, 18.05587                                                | Fiskansikte                         |
| Indianfisk                          | Flávio Maciel                | 2013         |                               |                            | Årstavägen 23 59.2949, 18.05575                                                 | Indianfisk                          |
| Piraya från Brasil                  | Flávio Maciel                | 2014         |                               |                            | Årstavägen 49 59.29654, 18.05176                                                |                                     |
| räcke                               | Flávio Maciel                | 2014         |                               |                            | Årstavägen 49 59.29656, 18.05175                                                |                                     |
| Gycklarna                           | Bror Marklund                | 1966         |                               | skulpturgrupp - brons      | Årsta torg 59.29738, 18.05228                                                   | Gycklarna                           |
| Händer                              | Karin Meijer                 | 2005         |                               | cortenstål                 | Sjöholmsvägen 42 i Örby koordinater saknas                                      |                                     |
| Fasadkonst                          | Per Palmén                   | 1993         |                               | plåt                       | Skedviksvägen 34 i Årsta 59.29888, 18.05115                                     | Fasadkonst                          |
| Årstafrun och trådbussen            | Hans Peterson                | 2011         |                               | skulpturgrupp - brons      | innergård, Siljansvägen 50 59.29782, 18.04545                                   |                                     |
| A---A                               | Françoise Ribeyrolles-Marcus | 1958         |                               | diabas                     | Årstaskolans gård, Hjälmarsvägen 16 59.2988, 18.0541                            | A---A                               |
| Melodi                              | Nils Sjögren                 | 1953         |                               | stengöt                    | Snigelparken vid Siljansvägen 71 i Årsta 59.29927, 18.04215                     | Melodi                              |
| Madeleine de Poitou                 | Curt Thorsjö                 | 1965         |                               | brons                      | Orrfjärdsgränd 32 59.29982, 18.06017                                            | Madeleine de Poitou                 |
| Fragment ur naturens arkitektur I-V | Irene Vestman                | 1992         |                               | Ävjagranit                 | Östberga torg 59.28918, 18.03336                                                | Fragment ur naturens arkitektur I-V |
| okänd                               | okänd                        |              |                               |                            | Årsta församlingshus, Bråviksvägen 47 59.29564, 18.05174                        | okänd                               |
| relief av ängel                     | Okänd                        |              |                               |                            | ovanför porten till gravkapellet vid Brännkyrka kyrka 59.28223, 18.02181        | relief av ängel                     |

## Hammarbyhöjden, Björkhagen, Enskededalen och Kärrtorp
| Titel                        | Konstnär(er)                           | Årtal                    | Beskrivning             | Typ - material                | Stadsdel/ort   | Plats Koordinater                                                                           | Bild                         |
| ---------------------------- | -------------------------------------- | ------------------------ | ----------------------- | ----------------------------- | -------------- | ------------------------------------------------------------------------------------------- | ---------------------------- |
| Hundländaren                 | Percy Andersson Dag Malmberg Bo Thorén | 1990                     |                         |                               | Hammarbyhöjden | Tidaholmsparken i Hammarbyhöjden koordinater saknas                                         |                              |
| Klas och Klara               | Johan Brattström                       | 2011                     |                         | lekskulptur - ek              | Hammarbyhöjden | förskolan Ekens gård, Petrejusvägen 42, Hammarbyhöjden 59.29709, 18.09929                   |                              |
| Avskedet på polarisen        | Elsie Dahlberg                         | 1980                     |                         | Brons                         | Hammarbyhöjden | Finn Malmgrens plan, Hammarbyhöjden 59.29554, 18.10221                                      | Avskedet på polarisen        |
| Don Quijote och Hamlet       | Arne Jones                             | 1949                     |                         | reliefer i granit             | Björkhagen     | Entrén till Björkhagens skola mot sidogatan (västra sidan) 59.29399, 18.11704               |                              |
| Willy Brandt                 | Rainer Fetting                         | 2007                     | Staty över Willy Brandt | staty - brons                 | Hammarbyhöjden | Willy Brandts park, Ulricehamnsgatan 1 59.29508, 18.10732                                   | Willy Brandt                 |
| De dansande                  | Eric Grate                             | 1964                     |                         | brons                         | Enskededalen   | utanför Hemmet för gamla, Gamla Tyresövägen 349, entré A, i Enskededalen koordinater saknas |                              |
| Meander                      | Ivan Jacobsson                         | 1974                     |                         | Betong                        | Kärrtorp       | Nytorpsbadets entré 59.28974, 18.10761                                                      |                              |
| Seismisk komposition         | Arne Jones                             | 1965                     |                         |                               | Kärrtorp       | Kärrtorpsplan, mot Lågskärsvägen 59.28333, 18.1                                             |                              |
| Björkar                      | Lenka Jonesson                         | 1991                     |                         | fiberbetong, cortenstål       | Björkhagen     | Björkhagens tunnelbanestation koordinater saknas                                            | Björkar                      |
| Nalle                        | Anders Jönsson                         | 1948                     |                         | konststen                     | Björkhagen     | Eslövsvägen 1 59.2902, 18.11427                                                             |                              |
| Pelare III                   | Veikko Keränen                         | 1982                     |                         | Gjutjärn                      | Björkhagen     | Terrass i södra delen av Björkhagsplan, Björkhagsplan 6 59.29056, 18.11715                  |                              |
| Moment                       | Lennart Källström                      | 1962                     |                         | brons                         | Kärrtorp       | utanför entré E1 på Kärrtorpsskolan 59.28643, 18.11274                                      |                              |
| Lotusblomman                 | Robert Nilsson                         | omkring 1963             |                         | brons i tegelklädd fontändamm | Björkhagen     | Markuskyrkan i Björkhagen 59.29227, 18.11718                                                | Lotusblomman                 |
| Björkhagsbrunnen             | Emil Näsvall                           | 1963                     |                         | Fontänskulptur - Brons        | Björkhagen     | Björkhagens centrum, Björkhagsplan 5 59.29106, 18.11705                                     |                              |
| Ljuslådor med hemliga tecken | Björn Olsén                            | 1994                     |                         |                               | Kärrtorp       | Kärrtorps tunnelbanestation koordinater saknas                                              | Ljuslådor med hemliga tecken |
| Britt                        | Palle Pernevi                          | 1949                     |                         | brons                         | Björkhagen     | Hässleholmsvägen 1 i Björkhagen 59.29021, 18.11886                                          |                              |
| Teresas fåglar               | Torsten Renqvist                       |                          |                         | brons                         | Björkhagen     | bakom Understensvägen 95 59.28782, 18.12148                                                 |                              |
| Flicka                       | Axel Waleij                            | 1950                     |                         | brons                         | Björkhagen     | Lekplatsen, Skanörvägen i Björkhagen 59.29203, 18.11359                                     |                              |
| Flicka med träd och svanar   | Axel Wallenberg                        | gjord 1948, uppsatt 1962 |                         | konststen                     | Björkhagen     | fasaden till Eslövsvägen 3, Björkhagen 59.28997, 18.11396                                   |                              |
| Vattenkonst                  | Axel Wallenberg                        | 1948                     |                         | konststen                     | Björkhagen     | Ronnebyvägen 7, Björkhagen 59.29464, 18.1167                                                |                              |
| Smygande katt                | Erik Åkerlund                          | 1982                     |                         | Brons                         | Kärrtorp       | Kärrtorpsplan 59.28363, 18.11535                                                            |                              |
| I stora världen              | Kristina Häll                          | 2007                     | Hund                    | Skulptur - Brons              | Kärrtorp       | Kärrtorpsplan 59.28368, 18.11424                                                            | I stora världen              |
| Okänd titel                  | Peter Kinny                            | 2001                     |                         | Måleri                        | Björkhagen     | koordinater saknas                                                                          |                              |
| 4 Nordiska mödrar            | Lena Lervik                            | 2000                     |                         | relief                        | Björkhagen     | Ystadsvägen koordinater saknas                                                              |                              |
| Okänd titel                  | Gunvor Larsson                         | 1999                     |                         | Skulptur                      | Kärrtorp       | koordinater saknas                                                                          |                              |

## Bandhagen, Högdalen, Örby, Rågsved, Fagersjö och Hagsätra
| Titel | Konstnär(er)              | Årtal   | Beskrivning | Typ - material                   | Plats Koordinater                                                                   | Bild                |
| --- | ------------------------- | ------- | ----------- | -------------------------------- | ----------------------------------------------------------------------------------- | ------------------- |
| Ripa | Ahmed Besic               | 2001    |             | brons                            | Rågsved, vid entrén till Rågsveds tunnelbanestation koordinater saknas              |                     |
| Hagge | Therese Klevenstam        | 2004    |             | brons                            | Hagsätra torg 17 koordinater saknas                                                 |                     |
| Flicka med boll | Therese Klevenstam        | 1991-93 |             | brons                            | Hagsätra torg koordinater saknas                                                    |                     |
| Tumstock | Freddy Fraek              | 1983    |             | trä, kopparplåt                  | Vid entrén till Bandhagens tunnelbanestation koordinater saknas                     |                     |
| Linear | Freddy Fraek              | 1983    |             | sandsten                         | Perrongen, Bandhagens tunnelbanestation koordinater saknas                          | Linear              |
| Två flickor | Gunnel Frieberg           | 1971    |             | brons                            | Parken vid Kvarntorpsgränd 5 i Hagsätra koordinater saknas                          | Två flickor         |
| Malm och vatten | Willy Gordon              | 1962    |             | Fontänskulptur - Brons           | Högdalens centrum koordinater saknas                                                | Malm och vatten     |
| Rågskörd | Willy Gordon              | 1959    |             | Brons                            | Rågsveds centrum koordinater saknas                                                 | Rågskörd            |
| Jesus och människan | Margot Hedeman            |         |             | brons                            | Vantörs kyrka, vid huvudentrén, Önskehemsgatan 21-25 i Högdalen koordinater saknas  | Jesus och människan |
| Wooden places | Lies-Marie Hoffman        | 2011    |             | linoljad alm och ammoniumrökt ek | Bandhagshemmet, Skeppstavägen 1-3 59.26821, 18.05499                                |                     |
| Kärl | Ann Jansson               | 2008    |             | keramik                          | Högdalsplan, framför Vantörs kyrka koordinater saknas                               |                     |
| Högdalsfontänen | Bertil Johnsson           | 1962    |             | brons                            | Herrängens skolas gård koordinater saknas                                           |                     |
| Från här till evigheten | Oskar Korsár              | 2010    |             | brons                            | Sjösalavägen 153, Bandhagen koordinater saknas                                      |                     |
| Lilla regnet/Nattlinne | Eva Lange                 | 2007    |             | bjärlövsgranit                   | Skebokvarnsvägen 291 i Högdalen koordinater saknas                                  |                     |
| Lilla hjärtat | Eva Lange                 | 2007    |             | rosa bjärlövsgranit              | Skebokvarnsvägen 333 i Högdalen koordinater saknas                                  |                     |
| Lilla röda tulpanen | Eva Lange                 | 2007    |             | röd vångagranit                  | Skebokvarnsvägen 335 i Högdalen koordinater saknas                                  |                     |
| Sånglektionen | Sven Lundqvist            | 1956    |             | granit                           | Rockelstavägen, mitt emot Trollesundsvägen 55, Bandhagen koordinater saknas         | Sånglektionen       |
| Små tamdjur (Geten Billy, Kattungen Lilla My, Hängande katten Tinja, Griskultingen Glader, Hunden Bertie respektive Stora katten Tinker Bell) | Aline Magnusson           | 1994    |             | brons                            | Trollesundsvägen 32, 34, 36, 38, 40 respektive 42, Bandhagen koordinater saknas     |                     |
| Varggruppen Vargsång | Aline Magnusson           | 1994    |             | brons                            | Trollesundsvägen 45, Bandhagen koordinater saknas                                   |                     |
| Lekande kalv och fölunge | Aline Magnusson           | 1994    |             | brons                            | Trollesundsvägen 47 koordinater saknas                                              |                     |
| Uppväxter | Birgitta Muhr             | 2002    |             | målad brons                      | perrongerna till Högdalens tunnelbanestation koordinater saknas                     | Uppväxter           |
| Knäböjande ung man | Astrid Noack              |         |             | brons                            | gården till Hagsätraskolan, Glanshammarsgatan 11-15 koordinater saknas              |                     |
| Commedia del'Arte | Nils Sjögren              | 1960    |             | väggskulptur, brons              | Östra flygeln, Bandhagens gymnasium, Trollesundsvägen 15 koordinater saknas         |                     |
| reliefer | Fritz Sjöström            |         |             | koppar                           | Vantörs kyrka, entrén på baksidan, från Högdalsplan i Högdalen koordinater saknas   |                     |
| Pojke på käpphäst | Marie Stenqvist           |         |             | brons                            | Hagsätra torg, på väggen över gångpassagen koordinater saknas                       |                     |
| Utan titel | Sam Stigsson              | 2009    |             | patinerad betong                 | Förskola, Trollesundsvägen 55, Bandhagen koordinater saknas                         |                     |
| Horisontal | Folke Truedsson           | 1973    |             | Fontänskulptur - Brons           | Bandhagens centrum koordinater saknas                                               |                     |
| Fem i tolv | Roger Andersson           | 2014    |             | Brons                            | gångstråket i kvarteret Mikrofilmen, Högdalsgången 20, Bandhagen 59.26365, 18.04189 |                     |
| Kurre | Simon Häggblom Karin Lind | 2014    |             | Aluminium, Betong                | förskolan Ripsavägen 44, Ripsavägen 44 59.26592, 18.03222                           |                     |

## Bagarmossen, Skarpnäcks gård, Flaten, Orhem och Skrubba
| Titel               | Konstnär(er)     | Årtal | Beskrivning                | Typ - material | Plats Koordinater                                                   | Bild             |
| ------------------- | ---------------- | ----- | -------------------------- | -------------- | ------------------------------------------------------------------- | ---------------- |
| Nyckelpigan         | Berndt Helleberg | 1972  |                            | stålrör        | Byälvsvägen 28 - Byälvsvägen 30 koordinater saknas                  |                  |
| Lodjur              | Arvid Knöppel    | 1962  |                            | brons          | Bergholmsskolan, Rusthållarvägen 38, Bagarmossen koordinater saknas |                  |
| Ho-Ho               | Barbro Liljander | 1962  |                            | granit         | Bagarmossens skola, Rusthållarvägen 5 koordinater saknas            |                  |
| Varandras spegel    | Börje Lindberg   | 1971  |                            | Brons          | Bagarmossens centrum 59.27647, 18.13101                             | Varandras spegel |
| Fragment            | Renée Lord       | 1991  |                            | Bohusgranit    | Bagarmossens centrum, Lillåvägen 44 59.2774, 18.13273               | Fragment         |
| Sydländskt landskap | Sven Lundqvist   |       |                            | brons          | Brotorpsskolan, Rusthållarvägen 225, Bagarmossen koordinater saknas |                  |
| drottning Josefina  | Okänd            | 1906  | Byst av drottning Josefina | byst - brons   | Fogdevägen 21, Bagarmossen koordinater saknas                       |                  |
| Tårtan              | Dan Wolgers      | 2003  |                            |                | Parken i Bagarmossens centrum 59.27685, 18.13155                    | Tårtan           |